# Fly (by)
 For alternative betydninger, se Fly (flertydig). (Se også artikler, som begynder med Fly)
Fly er en landsby i Midtjylland med 282 indbyggere  (2024). Fly er beliggende ni kilometer syd for Skive og 10 kilometer vest for Stoholm. Byen ligger i Region Midtjylland og hører til Viborg Kommune. Fly er beliggende i Fly Sogn.